# Golfe nos Jogos Olímpicos de Verão de 2020 - Individual feminino
O torneio individual feminino de golfe nos Jogos Olímpicos de Verão de 2020 ocorreu entre 4 e 7 de agosto de 2021 no campo leste do Kasumigaseki Country Club, em Tóquio. Um total de 60 golfistas de 35 Comitês Olímpicos Nacionais (CON) participaram do evento.
A estadunidense Nelly Korda ficou com a medalha de ouro, enquanto Mone Inami, do Japão, e Lydia Ko, da Nova Zelândia, ficaram empatadas em segundo lugar. Inami conquistou a prata no playoff com morte súbita, com o bronze indo para Ko.

## Qualificação
Cada CON poderia qualificar de um a quatro golfistas, com base no ranking de 21 de junho de 2021. As 60 melhores golfistas, sujeitos aos limites por nação e às garantias para país-sede e representação continental, foram selecionadas. Uma nação poderia ter três ou quatro golfistas se todas estivessem entre as 15 melhores do ranking; de outra maneira, cada nação estaria limitada a duas golfistas. Uma vaga foi garantida ao país-sede, Japão, e outras cinco foram garantidas para permitir representação de todos os continentes.

## Formato
Seguindo o formato utilizado quando do retorno do golfe aos Jogos Olímpicos em 2016, a competição é um torneio de quatro rodadas de jogo por tacadas, com o menor placar após os 72 buracos vencendo.

## Calendário
Horário local (UTC+9)
| Data                | Hora | Rodada          |
| ------------------- | ---- | --------------- |
| 4 de agosto de 2021 | 7:30 | Primeira rodada |
| 5 de agosto de 2021 | 7:30 | Segunda rodada  |
| 6 de agosto de 2021 | 7:30 | Terceira rodada |
| 7 de agosto de 2021 | 7:30 | Rodada final    |

## Medalhistas
| Ouro   | USA Nelly Korda |
| Prata  | JPN Mone Inami  |
| Bronze | NZL Lydia Ko    |

## Resultados

### Primeira rodada
Quarta-feira, 4 de agosto de 2021
Madelene Sagström, da Suécia, conseguiu um resultado de –5, com 66 tacadas, para conquistar a liderança por uma tacada sobre a indiana Aditi Ashok e sobre a número um do ranking mundial Nelly Korda, dos Estados Unidos. Inbee Park, medalhista de ouro em 2016, estava a três tacadas da líder, com 69. O índice de calor estava acima de 38ºC, atingindo níveis perigosos.
| Pos. | Golfista             | CON                 | Resultado | Para o par |
| ---- | -------------------- | ------------------- | --------- | ---------- |
| 1    | Madelene Sagström    | SWE Suécia          | 66        | −5         |
| =2   | Aditi Ashok          | IND Índia           | 67        | −4         |
| =2   | Nelly Korda          | USA Estados Unidos  | 67        | −4         |
| =4   | Matilda Castren      | FIN Finlândia       | 68        | −3         |
| =4   | Carlota Ciganda      | ESP Espanha         | 68        | −3         |
| =4   | Ko Jin-young         | KOR Coreia do Sul   | 68        | −3         |
| =7   | Hsu Wei-ling         | TPE Taipé Chinês    | 69        | −2         |
| =7   | Danielle Kang        | USA Estados Unidos  | 69        | −2         |
| =7   | Kim Sei-young        | KOR Coreia do Sul   | 69        | −2         |
| =7   | Min Lee              | TPE Taipé Chinês    | 69        | −2         |
| =7   | Nanna Koerstz Madsen | DEN Dinamarca       | 69        | −2         |
| =7   | Azahara Muñoz        | ESP Espanha         | 69        | −2         |
| =7   | Bianca Pagdanganan   | PHI Filipinas       | 69        | −2         |
| =7   | Inbee Park           | KOR Coreia do Sul   | 69        | −2         |
| =7   | Klára Spilková       | CZE República Checa | 69        | −2         |

### Segunda rodada
Quinta-feira, 5 de agosto de 2021
Korda conquistou uma liderança de quatro tacadas após conseguir 62 tacadas na segunda rodada. Korda estava com –11 para o par após 17 buracos, porém teve um buplo bogey no buraco final. Ashok, Nanna Koerstz Madsen e Emily Kristine Pedersen estavam empatadas na segunda posição, com a líder da primeira rodada Sagström a uma tacada delas, em quinto lugar.
| Pos. | Golfista                | CON                | Resultado | Para o par |
| ---- | ----------------------- | ------------------ | --------- | ---------- |
| 1    | Nelly Korda             | USA Estados Unidos | 67-62=129 | −13        |
| =2   | Aditi Ashok             | IND Índia          | 67-66=133 | −9         |
| =2   | Nanna Koerstz Madsen    | DEN Dinamarca      | 69-64=133 | −9         |
| =2   | Emily Kristine Pedersen | DEN Dinamarca      | 70-63=133 | −9         |
| 5    | Madelene Sagström       | SWE Suécia         | 66-68=134 | −8         |
| =6   | Mone Inami              | JPN Japão          | 70-65=135 | −7         |
| =6   | Ko Jin-young            | KOR Coreia do Sul  | 68-67=135 | −7         |
| 8    | Hannah Green            | AUS Austrália      | 71-65=136 | −6         |
| =9   | Lydia Ko                | NZL Nova Zelândia  | 70-67=137 | −5         |
| =9   | Lin Xiyu                | CHN China          | 71-66=137 | −5         |

### Terceira rodada
Sexta-feira, 6 de agosto de 2021
Korda teve uma terceira rodada com 69 tacadas para liderar por três tacadas contra Ashok, que fez um birdie em dois dos últimos quatro buracos. Quatro golfistas, Hannah Green, Mone Inami, Lydia Ko e Pedersen, estavam empatadas na terceira posição, a cinco tacadas de Korda.
| Pos. | Golfista                | CON                | Resultado    | Para o par |
| ---- | ----------------------- | ------------------ | ------------ | ---------- |
| 1    | Nelly Korda             | USA Estados Unidos | 67-62-69=198 | −15        |
| 2    | Aditi Ashok             | IND Índia          | 67-66-68=201 | −12        |
| =3   | Hannah Green            | AUS Austrália      | 71-65-67=203 | −10        |
| =3   | Mone Inami              | JPN Japão          | 70-65-68=203 | −10        |
| =3   | Lydia Ko                | NZL Nova Zelândia  | 70-67-66=203 | −10        |
| =3   | Emily Kristine Pedersen | DEN Dinamarca      | 70-63-70=203 | −10        |
| =7   | Nasa Hataoka            | JPN Japão          | 70-68-67=205 | −8         |
| =7   | Nanna Koerstz Madsen    | DEN Dinamarca      | 69-64-72=205 | −8         |
| =7   | Madelene Sagström       | SWE Suécia         | 66-68-71=205 | −8         |
| =10  | Matilda Castren         | FIN Finlândia      | 68-70-68=206 | −7         |
| =10  | Shanshan Feng           | CHN China          | 74-64-68=206 | −7         |
| =10  | Kim Sei-young           | KOR Coreia do Sul  | 69-69-68=206 | −7         |
| =10  | Ko Jin-young            | KOR Coreia do Sul  | 68-67-71=206 | −7         |
| =10  | Lin Xiyu                | CHN China          | 71-66-69=206 | −7         |
| =10  | Stephanie Meadow        | IRL Irlanda        | 72-66-68=206 | −7         |

### Rodada final
Sábado, 7 de agosto de 2021
Inami bateu Ko em um playoff de morte súbita pela medalha de prata.
| Pos.              | Golfista                  | CON                 | Rodada 1 | Rodada 2 | Rodada 3 | Rodada 4 | Total | Para o par |
| ----------------- | ------------------------- | ------------------- | -------- | -------- | -------- | -------- | ----- | ---------- |
| Medalha de ouro   | Nelly Korda               | USA Estados Unidos  | 67       | 62       | 69       | 69       | 267   | −17        |
| Medalha de prata  | Mone Inami                | JPN Japão           | 70       | 65       | 68       | 65       | 268   | −16        |
| Medalha de bronze | Lydia Ko                  | NZL Nova Zelândia   | 70       | 67       | 66       | 65       | 268   | −16        |
| 4                 | Aditi Ashok               | IND Índia           | 67       | 66       | 68       | 68       | 269   | −15        |
| =5                | Hannah Green              | AUS Austrália       | 71       | 65       | 67       | 68       | 271   | −13        |
| =5                | Emily Kristine Pedersen   | DEN Dinamarca       | 70       | 63       | 70       | 68       | 271   | −13        |
| 7                 | Stephanie Meadow          | IRL Irlanda         | 72       | 66       | 68       | 66       | 272   | −12        |
| 8                 | Shanshan Feng             | CHN China           | 74       | 64       | 68       | 67       | 273   | −11        |
| =9                | Nasa Hataoka              | JPN Japão           | 70       | 68       | 67       | 69       | 274   | −10        |
| =9                | Kim Sei-young             | KOR Coreia do Sul   | 69       | 69       | 68       | 68       | 274   | −10        |
| =9                | Ko Jin-young              | KOR Coreia do Sul   | 68       | 67       | 71       | 68       | 274   | −10        |
| =9                | Lin Xiyu                  | CHN China           | 71       | 66       | 69       | 68       | 274   | −10        |
| =9                | Nanna Koerstz Madsen      | DEN Dinamarca       | 69       | 64       | 72       | 69       | 274   | −10        |
| =9                | Yuka Saso                 | PHI Filipinas       | 74       | 68       | 67       | 65       | 274   | −10        |
| =15               | Hsu Wei-ling              | TPE Taipé Chinês    | 69       | 69       | 71       | 66       | 275   | −9         |
| =15               | Kim Hyo-joo               | KOR Coreia do Sul   | 70       | 68       | 70       | 67       | 275   | −9         |
| =15               | Jessica Korda             | USA Estados Unidos  | 71       | 67       | 73       | 64       | 275   | −9         |
| =18               | Matilda Castren           | FIN Finlândia       | 68       | 70       | 68       | 70       | 276   | −8         |
| =18               | Albane Valenzuela         | SUI Suíça           | 71       | 69       | 67       | 69       | 276   | −8         |
| =20               | Danielle Kang             | USA Estados Unidos  | 69       | 69       | 74       | 65       | 277   | −7         |
| =20               | Sanna Nuutinen            | FIN Finlândia       | 70       | 68       | 69       | 70       | 277   | −7         |
| =20               | Madelene Sagström         | SWE Suécia          | 66       | 68       | 71       | 72       | 277   | −7         |
| =23               | María Fassi               | MEX México          | 73       | 70       | 68       | 68       | 279   | −5         |
| =23               | Leona Maguire             | IRL Irlanda         | 71       | 67       | 70       | 71       | 279   | −5         |
| =23               | Anna Nordqvist            | SWE Suécia          | 72       | 69       | 68       | 70       | 279   | −5         |
| =23               | Inbee Park                | KOR Coreia do Sul   | 69       | 70       | 71       | 69       | 279   | −5         |
| =23               | Klára Spilková            | CZE República Checa | 69       | 70       | 71       | 69       | 279   | −5         |
| =23               | Patty Tavatanakit         | THA Tailândia       | 71       | 71       | 69       | 68       | 279   | −5         |
| =29               | Carlota Ciganda           | ESP Espanha         | 68       | 73       | 70       | 69       | 280   | −4         |
| =29               | Perrine Delacour          | FRA França          | 70       | 70       | 69       | 71       | 280   | −4         |
| =29               | Brooke Henderson          | CAN Canadá          | 74       | 68       | 71       | 67       | 280   | −4         |
| =29               | Minjee Lee                | AUS Austrália       | 71       | 68       | 73       | 68       | 280   | −4         |
| 33                | Lexi Thompson             | USA Estados Unidos  | 72       | 71       | 69       | 69       | 281   | −3         |
| =34               | Pia Babnik                | SLO Eslovênia       | 71       | 71       | 73       | 67       | 282   | −2         |
| =34               | Céline Boutier            | FRA França          | 73       | 68       | 72       | 69       | 282   | −2         |
| =34               | Min Lee                   | TPE Taipé Chinês    | 69       | 69       | 72       | 72       | 282   | −2         |
| =34               | Kelly Tan                 | MAS Malásia         | 73       | 73       | 72       | 64       | 282   | −2         |
| =38               | Daniela Darquea           | ECU Equador         | 72       | 73       | 65       | 73       | 283   | −1         |
| =38               | Gaby López                | MEX México          | 71       | 72       | 69       | 71       | 283   | −1         |
| =40               | Caroline Masson           | GER Alemanha        | 71       | 70       | 68       | 75       | 284   | E          |
| =40               | Sophia Popov              | GER Alemanha        | 71       | 72       | 70       | 71       | 284   | E          |
| =40               | Jodi Ewart Shadoff        | GBR Grã-Bretanha    | 74       | 68       | 70       | 72       | 284   | E          |
| =43               | Maha Haddioui             | MAR Marrocos        | 72       | 74       | 70       | 69       | 285   | +1         |
| =43               | Ariya Jutanugarn          | THA Tailândia       | 77       | 67       | 69       | 72       | 285   | +1         |
| =43               | Bianca Pagdanganan        | PHI Filipinas       | 69       | 71       | 71       | 74       | 285   | +1         |
| =46               | Manon De Roey             | BEL Bélgica         | 71       | 67       | 74       | 74       | 286   | +2         |
| =46               | Giulia Molinaro           | ITA Itália          | 75       | 71       | 70       | 70       | 286   | +2         |
| 48                | Maria Torres              | PUR Porto Rico      | 73       | 77       | 70       | 67       | 287   | +3         |
| 49                | Alena Sharp               | CAN Canadá          | 74       | 71       | 69       | 75       | 289   | +5         |
| =50               | Tiffany Chan              | HKG Hong Kong       | 77       | 74       | 69       | 70       | 290   | +6         |
| =50               | Diksha Dagar              | IND Índia           | 76       | 72       | 72       | 70       | 290   | +6         |
| =50               | Azahara Muñoz             | ESP Espanha         | 69       | 76       | 73       | 72       | 290   | +6         |
| =50               | Mariajo Uribe             | COL Colômbia        | 73       | 77       | 70       | 70       | 290   | +6         |
| 54                | Kim Métraux               | SUI Suíça           | 74       | 70       | 74       | 73       | 291   | +7         |
| 55                | Mel Reid                  | GBR Grã-Bretanha    | 73       | 75       | 76       | 69       | 293   | +9         |
| 56                | Christine Wolf            | AUT Áustria         | 71       | 72       | 81       | 73       | 297   | +13        |
| 57                | Anne van Dam              | NED Países Baixos   | 74       | 78       | 69       | 77       | 298   | +14        |
| 58                | Magdalena Simmermacher    | ARG Argentina       | 76       | 70       | 78       | 76       | 300   | +16        |
| 59                | Lucrezia Colombotto Rosso | ITA Itália          | 75       | 74       | 75       | 78       | 302   | +18        |
| 60                | Tonje Daffinrud           | NOR Noruega         | 81       | 73       | 81       | 74       | 309   | +25        |